# Roberto Bergamaschi
Roberto Bergamaschi SDB (ur. 17 grudnia 1954 w San Donato Milanese) – włoski duchowny rzymskokatolicki, salezjanin, wikariusz apostolski Awasa w latach 2016–2020, wikariusz apostolski Gambelli od 2020.

## Życiorys
Urodził się 17 grudnia 1954 w San Donato Milanese. Wstąpił do salezjanów i złożył pierwszą profesję zakonną 8 września 1975 w Pinerolo i Perpetua, a 13 września 1981 w Rzymie. W latach 1975–1982 studiował filozofię w Turynie oraz teologię w Cremisan w Ziemi Świętej. Święcenia prezbiteratu przyjął 2 października 1982 w Brescii z rąk biskupa Armido Gaspariniego MCCJ – pierwszego wikariusza apostolskiego Awasy.
Po święceniach pełnił następujące funkcję: 1982–1993: misjonarz w Dilla (Etiopia); 1993–2000: proboszcz parafii w Zway (wikariat apostolski Meki); 1998–2010: wizytator salezjańskiej inspektorii Etiopii-Erytrei; 2000–2004: dyrektor w Adwie (eparchia Adigratu); 2004–2007: dyrektor dzieł salezjańskich Gotery w Addis Abeba; 2007–2009: dyrektor dzieła salezjańskiego w Mekanissa w Addis Abeba; 2009–2016: proboszcz parafii Maryi Wspomożycielki w Dilla (wikariat Awasa) oraz członek Rady Misyjnej i Rady Kapłańskiej.
29 czerwca 2016 papież Franciszek prekonizował go wikariuszem apostolskim Awasy oraz biskupem tytularnym Ambia. 8 października 2016 otrzymał święcenia biskupie w katedrze Kidane-Meheret w Auasa i tym samym objął wikariat w posiadanie. Głównym konsekratorem był kardynał Berhaneyesus Demerew Souraphiel, arcybiskup metropolita Addis Abeby, zaś współkonsekratorami Tesfasellassie Medhin, biskup eparchii Adigratu, i biskup Lorenzo Ceresoli, emerytowany wikariusz Awasy.
29 września 2020 papież przeniósł go na urząd wikariusza apostolskiego Gambelli.